# РУМ-2МБ
РУМ-2МБ — малогабаритний радіокерований літак-мішень болгарського виробництва.

## Історія
Розробка перших болгарських дистанційно-керованих безпілотних літальних апаратів почалася в 1965 році, після того, як старший лейтенант Мілчо Йорданов виступив з пропозицією використовувати малорозмірні літальні апарати в якості маневрених повітряних цілей, а також представив радіокеровану модель літака власної розробки і продемонстрував її можливості. Ідею схвалило командування: начальник управління ППО країни генерал Козар і начальник управління бойової підготовки ППО полковник Диков затвердили рішення про створення групи розробки радіокерованих мішеней у зенітному полку в Пловдиві, на Інститут спеціальної оптики й електроніки і ДСО «Металхім» поклали завдання спроєктувати радіоапаратуру управління літаком-мішенню.
У травні 1966 року групу капітана Йорданова перевели на авіаремонтний завод у Пловдиві, де вона почала підготовку до виробництва серійних літаків-мішеней. Після серії випробувальних польотів дослідних зразків, розробили конструкції літаків-мішеней РУМ-1 і РУМ-2.
У 1968 році у війська передали перші 16 літаків: 12 шт. РУМ-1 (моноплан масою 2 кг з дальністю польоту до 1,5 км) і 4 шт. РУМ-2 (моноплан масою 9 кг з дальністю польоту до 2 км) і комплект апаратури управління ТХ/RX-14, в жовтні 1968 року проектно-конструкторська група капітана Йорданова отримала найменування ПКТГ-102.
У 1969 році розробили й прийняли на озброєння поліпшену модель РУМ-2М.
У 1971 році розробили модель РУМ-2МБ, що дістала новий комплект аналогової апаратури управління «Явір-1». Літак-мішень РУМ-2МБ виявився вельми вдалим, його серійне виробництво для збройних сил Болгарії і на експорт тривало протягом ряду років, загалом випущено 1112 шт. літаків-мішеней цього типу.
У 1973 році на базі ПКТГ-102 створено науково-дослідний і технологічний інститут, якому доручили розробити нові зразків безпілотних літальних апаратів.
Літаки-мішені РУМ-2МБ болгарського виробництва використовувалися в СРСР в ході випробувань модернізованого варіанту зенітно-ракетного комплексу «Оса-АК» на стрільбах, що проходили з вересня по грудень 1979 на Ембенском полігоні. Випробування показали, що ЗРК може ефективно використовуватися для боротьби з безпілотними літальними апаратами і в 1980 році модернізований комплекс прийняли на озброєння під найменуванням «Оса-АКМ» .

## Опис
Літак-мішень РУМ-2МБ, розроблений на основі конструкції моделі РУМ-2, являє собою високоплан масою 14 кг, оснащений рядним двоциліндровим двигуном внутрішнього згоряння потужністю 50 к.с. з тягнучим дволопатевим повітряним гвинтом, який здатний розвивати швидкість до 130 км/год. Для аварійного приземлення модель забезпечили парашутом.

## Країни-експлуатанти
- Народна Республіка Болгарія[1]
- СРСР[2]